# Thuidium quadrifarium
Thuidium quadrifarium är en bladmossart som beskrevs av Mitten 1891. Thuidium quadrifarium ingår i släktet tujamossor, och familjen Thuidiaceae. Inga underarter finns listade i Catalogue of Life.